# Edwardsiana tshinari
Edwardsiana tshinari är en insektsart som beskrevs av Aleksey A. Zachvatkin 1947. Edwardsiana tshinari ingår i släktet Edwardsiana och familjen dvärgstritar. Inga underarter finns listade i Catalogue of Life.